# Luzi Stamm

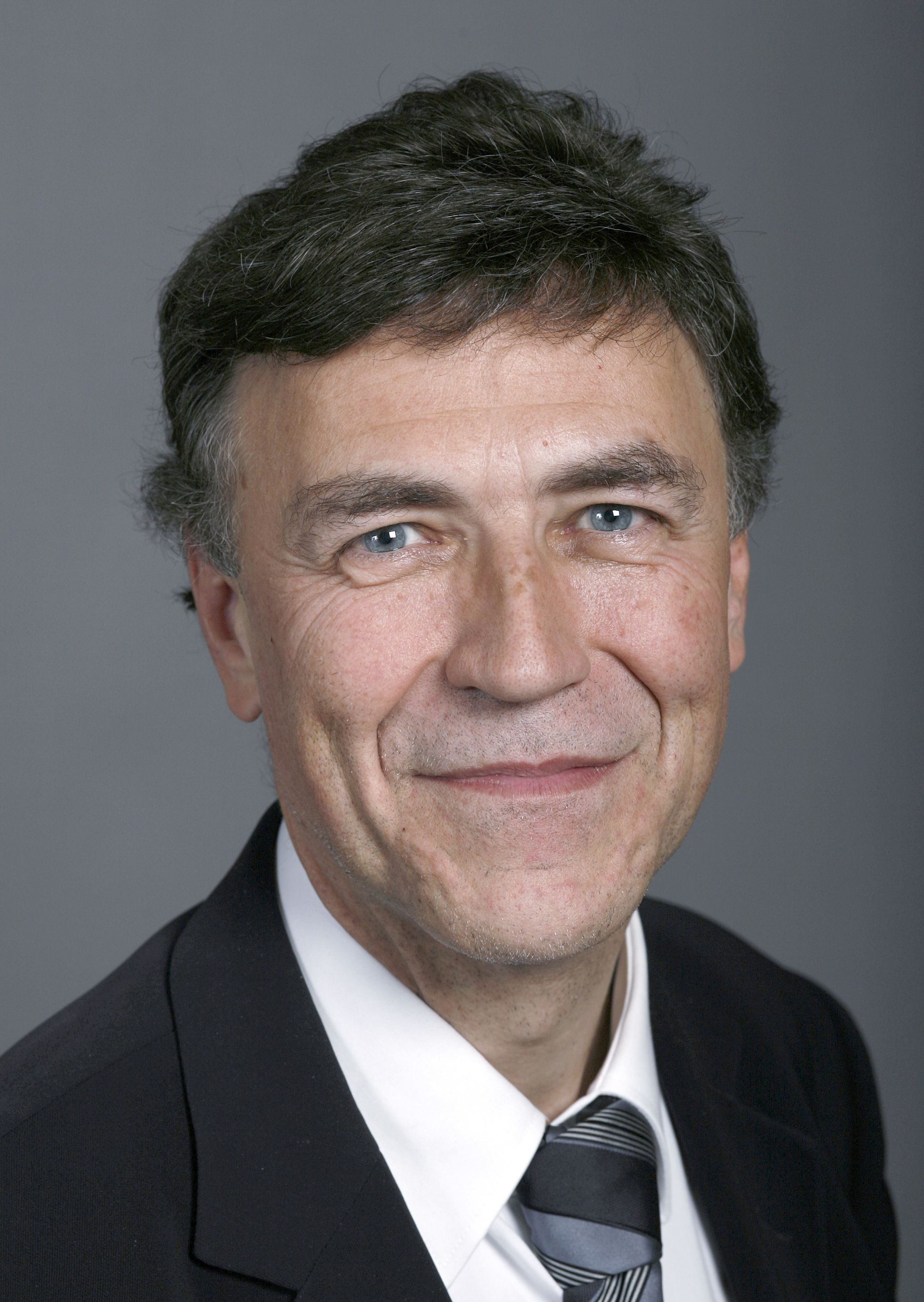
Luzi Stamm (2007)

Luzi Stamm (* 9. September 1952 in Chur; heimatberechtigt in Schleitheim) ist ein Schweizer Politiker (SVP, ehemals FDP). Von 1991 bis 2019 war er Nationalrat.

## Politische Laufbahn
1984 trat Stamm in die FDP ein und wurde in den Einwohnerrat (Legislative) der Stadt Baden gewählt. 1989 folgte die Wahl in den Grossen Rat des Kantons Aargau. Das Amt als Stadtrat (Exekutive) hatte Stamm von 1990 bis zu seiner Wahl 1991 inne, als er auch als Grossrat zurücktrat. 1991 wurde er für die FDP in den Nationalrat gewählt. Der Übertritt zur SVP erfolgte 2001. Von 2003 bis 2007 war Luzi Stamm Mitglied der parlamentarischen Delegation der Schweiz beim Europarat. Bei den Nationalratswahlen 2007 wurde er mit 76'569 Stimmen wiedergewählt, dem zweitbesten Ergebnis des Kantons. Von 2012 bis 2016 war Stamm einer von mehreren Vizepräsidenten der SVP Schweiz. Bei den Nationalratswahlen 2019 kandidierte er auf einer eigenen Liste, wurde jedoch nicht mehr gewählt. 2020 kandidierte er erfolglos für das «Komitee B. Jäger» für den Badener Stadtrat.

## Politische Inhalte
Stamm ist gegen einen EU-Beitritt der Schweiz, da er davon ausgeht, dass ein Beitritt die direktdemokratischen Institutionen der Schweiz schwächen würde. Weitere Kernthemen seiner Politik sind die Einwanderung und die Neutralität. Stamm ist Mitglied in drei politischen Organisationen und Interessengemeinschaften, der IG Schweiz – Zweiter Weltkrieg, der AUNS und der Aktion Schwiizer hälfed Schwiizer der Schweizer Berghilfe.

## Beruf, Ausbildung und Privates
Stamm studierte Jurisprudenz und amtierte danach als Bezirksrichter in Baden. Seit 1989 betreibt er seine eigene Anwaltskanzlei. 1984 schloss er ein Zweitstudium in Ökonomie an der Universität Zürich ab. Er ist verheiratet, Vater von drei Töchtern und wohnt in Baden.
Während der Wintersession 2018 brachte Stamm in einem Koffer eine Million Euro an Falschgeld ins Bundeshaus; nach seiner Aussage gehörte das Geld einem seiner Klienten und er habe das Material «sofort» von Spezialisten begutachten lassen. Im März 2019 gab Stamm an, in Bern von einem Strassenmusiker ein Gramm Kokain gekauft zu haben, um den Dealer in der Folge zur Anzeige zu bringen. Mit der Aktion habe er ein Zeichen gegen den Drogenhandel setzen wollen, da die Behörden nicht durchgreifen würden. Stamm rief die Polizei und übergab ihr das Kokain im Bundeshaus. Im Nachgang dazu entschied Stamm, sich eine Auszeit zu nehmen und an der Frühjahrssession nicht länger teilzunehmen.